# 33008 Tatematsu
33008 Tatematsu è un asteroide della fascia principale esterna. Scoperto nel 1997, presenta un'orbita caratterizzata da un semiasse maggiore pari a 3,252762 UA e da un'eccentricità di 0,053303, inclinata di 13,526921° rispetto all'eclittica. Ha un diametro di 15,664 km e un'albedo di 0,066.
Ken'ichi Tatematsu è professore emerito presso l'Osservatorio Astronomico Nazionale del Giappone. Ha ricoperto il ruolo di direttore del progetto ALMA Japan e di direttore dell'Osservatorio Radio di Nobeyama. Ken'ichi ha condotto ricerche sulla fisica e la chimica dei nuclei delle nubi molecolari su Orione utilizzando osservazioni radio.